# Mistrzostwa Nordyckie w Zapasach 2005
Mistrzostwa odbyły się w norweskim mieście Narwik, 4 czerwca 2005 roku.

## Tabela medalowa
Gospodarz zawodów został zaznaczony kolorem.
| Poz. | Państwo   |   |   |   | Łącznie |
| ---- | --------- | - | - | - | ------- |
| 1    | Dania     | 3 | 0 | 0 | 3       |
| 2    | Estonia   | 2 | 1 | 0 | 3       |
| 3    | Norwegia  | 1 | 2 | 2 | 5       |
| 4    | Szwecja   | 1 | 0 | 3 | 4       |
| 5    | Finlandia | 0 | 4 | 2 | 6       |
|      | Łącznie   | 7 | 7 | 7 | 21      |

## Wyniki

### Styl klasyczny
| Konkurencja        | Złoto              | Srebro                 | Brąz             |
| Kategoria do 55 kg | Anders Nyblom      | Thomas Rønningen       | Petri Isokoski   |
| Kategoria do 60 kg | Håkan Nyblom       | Jani Hermansson        | Stig André Berge |
| Kategoria do 66 kg | Hamid Mokhtarzadeh | Juha Hiltunen          | Tero Välimäki    |
| Kategoria do 74 kg | Mark Madsen        | Valtteri Moisio        | Tommy Lundell    |
| Kategoria do 84 kg | Mats Rolfsen       | Hannu-Pekka Kattelmäki | Jim Pettersson   |
| Kategoria do 96 kg | Toomas Proovel     | Fritz Aanes            | Johan Eurén      |
| Kategoria 120 kg   | Karol Maurer       | Ruslan Hristoforov     | Benny Stokkedal  |